# Rinaldo Fulin
Rinaldo Fulin (Venezia, 30 aprile 1824 – Venezia, 24 novembre 1884) è stato un presbitero, storico e docente italiano.

## Carriera
Studioso di teologia e di storia patria, di idee liberali e antiaustriache, fu professore di retorica al liceo classico "Marco Polo" e ricercatore all'Archivio di Stato di Venezia; fondò la rivista Archivio Veneto e fu eletto socio dell'Ateneo Veneto e membro dell'Istituto Veneto di Scienze Lettere ed Arti.